# Dalavegur
La Strada 22 (Dalavegur) è una strada islandese situata sull'isola di Heimaey.
È lunga in totale 2,6 km e collega in modo rapido il porto di Vestmannaeyjar (che è la località dell'isola di Heimaey) fino all'aeroporto.

## Percorso
Passa quasi interamente nel centro abitato di Vestmannaeyjar e alla fine costeggia l'aeroporto fino al parcheggio.